# Flaunt the Imperfection
Flaunt the Imperfection è il terzo album del gruppo inglese China Crisis, pubblicato dalla Virgin Records nel 1985.
Contiene il brano "Black Man Ray" che divenne il loro singolo di maggior successo nella classifica italiana, raggiungendo la posizione numero 28.

## Tracce
Lato A
1. The Highest High – 4:16
2. Strength of Character – 2:50
3. You Did Cut Me – 4:18
4. Black Man Ray – 3:39
5. Wall of God – 5:32

Lato B
1. Gift of Freedom – 4:38
2. King in a Catholic Style – 4:32
3. Bigger the Punch I'm Feeling – 4:21
4. The World Spins, I'm Part of It – 4:12
5. Blue Sea – 4:46